# Crajiru
Crajiru (Arrabidea chica (H.B.K.) Verlot; Bignoniaceae) é uma planta medicinal arbustiva brasileira, comumente encontrada na Floresta Amazônica e na Mata Atlântica.
Sinonímia: Chica, Cricket-vine, Puca panga, Pariri, Carajuru.

## Utilizações
Seu chá tanto pode ser utilizado para higiene íntima, com lavagens, como também pode ser ingerido agindo como um anti-inflamatório natural. O chá é preparado das folhas verdes do crajiru e transforma-se num chamativo líquido vermelho.
Algumas tribos preparam uma infusão das folhas, utilizando-a no tratamento contra conjuntivite aguda.
Também é um forte aliado no combate à anemia, por sua grande concentração de ferro.
Largamente utilizada como adstrigente, afrodisíaco, antidisentérica, antiúlcera, bactericida, emoliente, expectorante, fortificante, e contra as seguintes doenças: afeção da pele, albuminúria, anemia,  catarro do intestino, cólica intestinal, conjuntivite, diabetes, diarreia, diarreia de sangue, ferida, hemorragia, icterícia, inflamação, inflamação no útero e leucemia.
As folhas submetidas à fermentação e manipuladas com a anileira fornecem um corante vermelho-escuro. Esse corante há tempos é utilizado pelos índios para pintura de seus corpos e utensílios.
José de Alencar, em seu famoso romance Iracema, já citava a planta como meio para se obter o corante vermelho-escuro: "Ao romper d'alva, Poti partiu para colher as sementes de crajuru que dão a bela tinta vermelha, e a casca do angico de onde se extrai a cor negra mais lustrosa."